# Xenortholitha ignorata
Xenortholitha ignorata är en fjärilsart som beskrevs av Otto Staudinger 1896. Xenortholitha ignorata ingår i släktet Xenortholitha och familjen mätare. Inga underarter finns listade i Catalogue of Life.